# Athyrium filix-femina
El helecho hembra (Athyrium filix-femina) es una especie de helecho perteneciente a la familia Athyriaceae. Es originaria de la mayor parte del hemisferio Norte de clima templado, donde a menudo es abundante (es uno de los helechos más comunes) se encuentra en lugares húmedos, en ambientes de bosques sombríos. Se cultiva a para la decoración como planta ornamental.

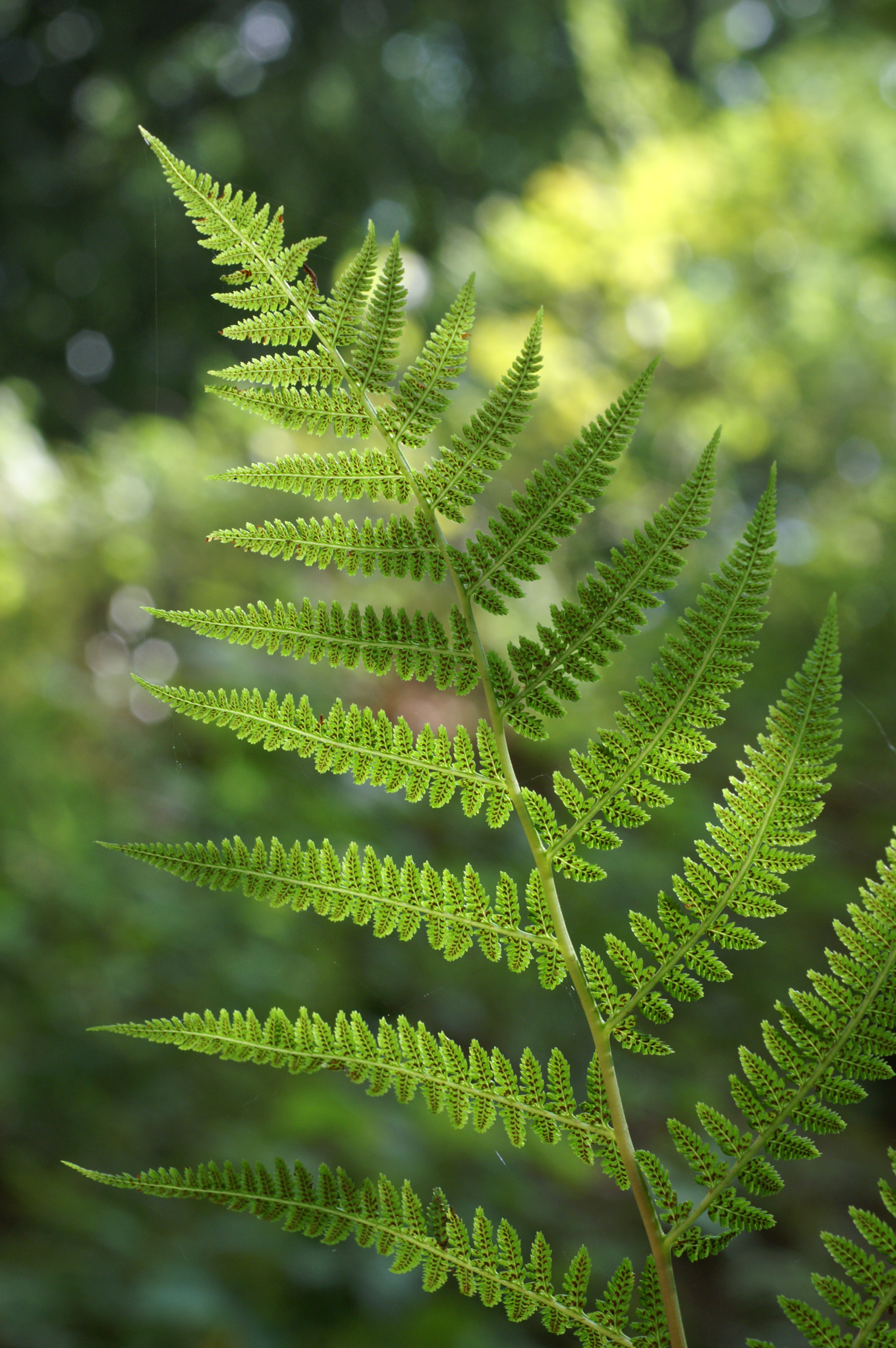

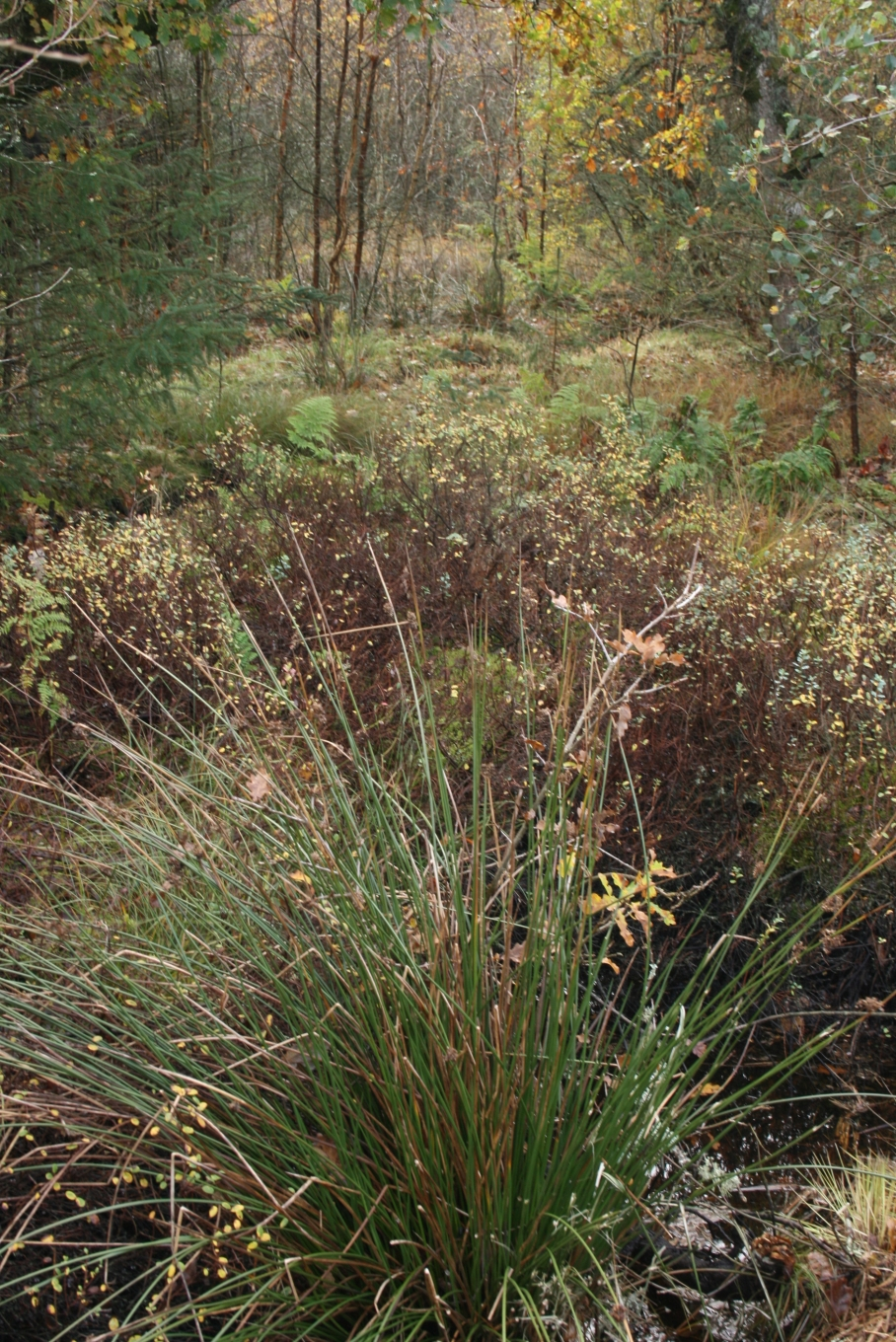
Hábitat

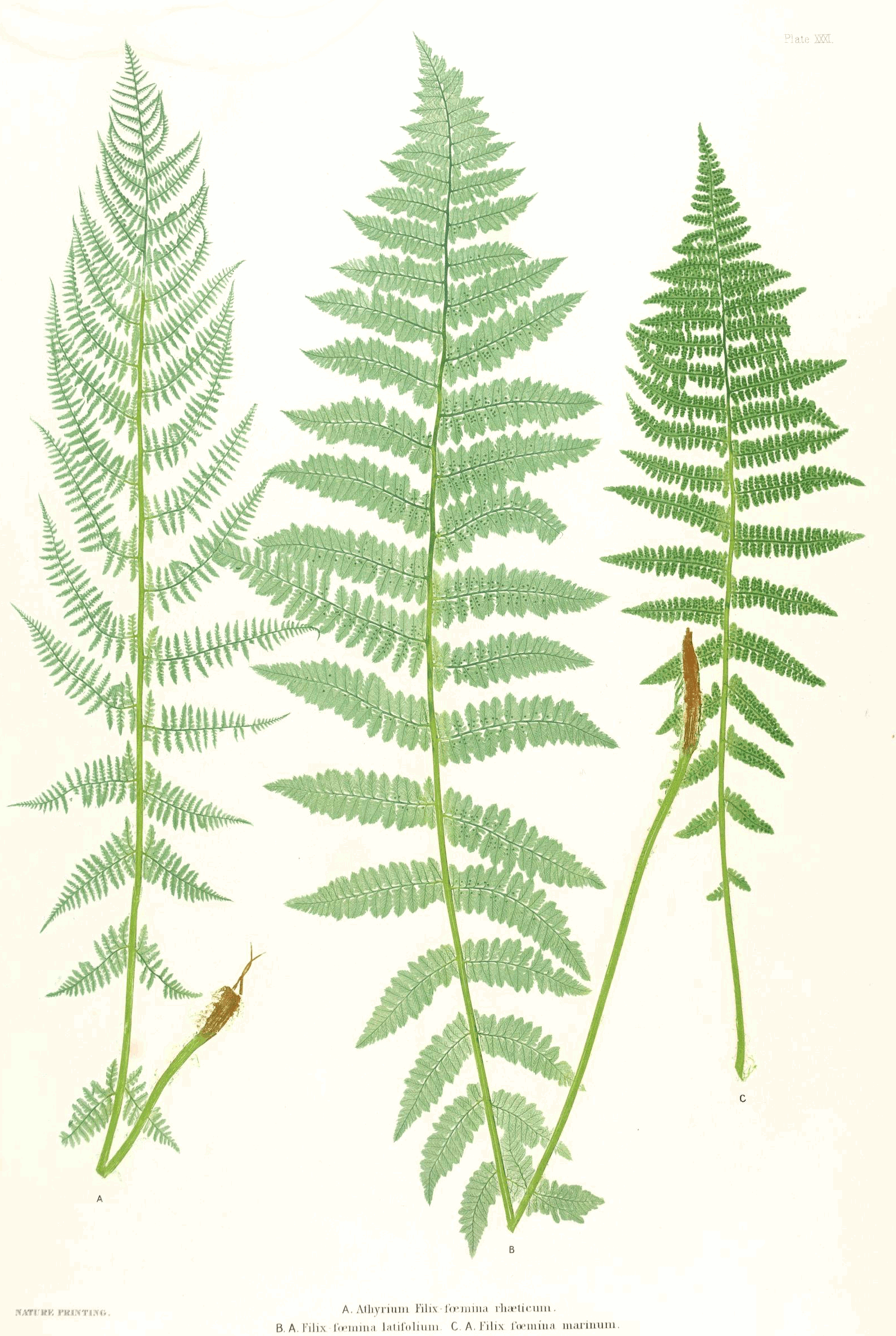
Ilustración

## Descripción
Helecho de grandes frondes (hasta 120 cm) y con un peciolo marrón oscuro hacia la base. La lámina tiene un contorno estrechamente lanceolado y es 2-3 pinnada. Las pinnulas son sésiles, de ápice redondeado y dentado finamente. Los soros están en el envés de las frondes, y son oblongo-arcuados; presenta un indusio persistente y reniforme. Es muy parecida a Athyrium distentifolium Tausch ex Opiz, del que se distingue por sus soros arcuados y el indusio persistente. 
La planta es caespitose (las hojas se derivan de un punto central. Las hojas son de color amarillo claro, o verde, de 20-90 cm de largo y 5.25 cm de ancho, son de hoja caduca. Los soros aparecen como puntos en la parte inferior de la fronda, 1-6 por pínnula. 

## Propiedades

### Conocimiento actual
Actualmente, se ha documentado que Athyrium filix-femina contiene sustancias en la raíz y los brotes cuya ingestión puede afectar a la salud humana, como la tiaminasa.

## Taxonomía
Athyrium filix-femina  fue descrita por (Linneo) Roth y publicado en Tentamen Florae Germanicae 3(1): 65. 1800.
Etimología
Athyrium: nombre genérico que deriva del griego a = "sin", y thurium = "escudo" o thura = "una puerta", del adjunto soro.
filix-femina: epíteto latino que significa "helecho hembra".
Sinónimos
- Athyrium officinale Bubani
- Polypodium filix-femina L.
- Athyrium   acrostichoideum Bory ex Mérat   [1836, Nouv. Fl. Env. Paris, éd. 4 : 471]   [pro sp.]
- Athyrium rhaeticum (L.) Gremli
- Polypodium umbrosum Aiton [1789, Hort. Kew., ed. 1, 3 : 466]
- Polypodium rhaeticum L. [1753, Sp. Pl., éd. 1 : 1091]
- Polypodium molle Schreb. [1771, Spicil. Fl. Lips. : 70]
- Polypodium incisum Hoffm. [1790, Bot. Mag. (Römer & Usteri), 3 (9) : 10] non Sw. [1788]
- Polypodium filix-femina var. nanum Gren. [1867, Bull. Soc. Bot. France, 14 : 63]
- Polypodium axillare Aiton [1789, Hort. Kew., ed. 1, 3 : 466]
- Phegopteris plumosa J.Sm. [1866, Ferns Brit. For. : 289]
- Athyrium rhaeticum (L.) Roth [1799, Tent. Fl. Germ., 3 (1) : 61]
- Athyrium ovatum Roth [1799, Tent. Fl. Germ., 3 (1) : 64]
- Athyrium molle (Schreb.) Roth [1799, Tent. Fl. Germ., 3 (1) : 61]
- Athyrium irriguum (Sm.) Gray [1821, Nat. Arr. Brit. Pl., 2 : 10]
- Athyrium incisum (Hoffm.) Newman [1851, Phytologist, 4, App. : 13] [nom. invalid.]
- Athyrium convexum (Bab.) Newman [1844, Hist. Brit. Ferns, ed. 2 : 11]
- Athyrium x cassum Chiov. [1929, Fl. Alp. Leponte Occid., 2 : 46]
- Athyrium alpestre Clairv. [1811, Man. Herbor. : 301]
- Asplenium filix-femina var. fissidens Döll [1843, Rhein. Fl., 12]
- Aspidium sitchense Rupr.
- Aspidium irriguum Sm. in Sowerby [1810, Engl. Bot., 31 : tab. 2199]
- Aspidium filix-femina var. fissidens (Döll) Döll [1859, Fl. Bad. : 2]
- Aspidium cyclosorum Rupr. [?]
- Acrostichum thelypteris L. [1754, Fl. Angl. : 25] [1754] non L.[1753]
- Polypodium laetum Salisb. [1796, Prodr. : 403] [nom. illeg.]
- Polypodium filix-femina L. [1753, Sp. Pl., éd. 1 : 1090]
- Lastrea filix-femina (L.) Colomb [1888, Compt. Rend. Hebd. Séances Acad. Sci., 107 : 1013]
- Cyathea filix-femina (L.) Bertol. [1819, Amoen. Ital. : 429]
- Athyrium laetum Gray [1821, Nat. Arr. Brit. Pl., 2 : 10] [nom. illeg.]
- Athyrium fimbriatum Dulac [1867, Fl. Hautes-Pyr. : 33] [nom. illeg.]
- Asplenium filix-femina (L.) Bernh. in Schrad. [1805, Neues J. Bot., 1 (2) : 27]
- Aspidium filix-femina (L.) Sw.[5][6]

## Nombre común
- Castellano: helecho, helecho de pozo, helecho hembra, helecho hembra menor.[5]